# Neotheronia kohli
Neotheronia kohli là một loài tò vò trong họ Ichneumonidae.